# Mirosław Sowiński
Mirosław Sowiński (ur. 15 stycznia 1956 w Brzezinach Śląskich, zm. 1 lipca 2008 w Białymstoku) – polski piłkarz, bramkarz, trener.

## Kariera
Karierę piłkarską rozpoczął w Szombierkach Bytom. Tam też jako 18-latek zadebiutował w ekstraklasie. Łącznie wystąpił w 38 spotkaniach ekstraklasy w barwach klubu z Bytomia. Jako gracz Szombierek miał okazję występować w reprezentacji Polski juniorów oraz U-21. W grudniu 1977 roku został pozyskany przez Jagiellonię. W barwach Jagiellonii wystąpił w 337 spotkaniach ligowych (65 w I lidze, 181 w II oraz 86 w III).
W 1988 został wybrany na najpopularniejszego sportowca Białostocczyzny. Osiedlił się w Białymstoku. Ożenił się z byłą koszykarką Włókniarza Białystok. W 1980 roku powołany został do reprezentacji Polski B i rozegrał mecz przeciwko ekipie NRD.
W 1991 roku zakończył karierę i zajmował się szkoleniem młodzieży w białostockim klubie. Następnie trenował zespół rezerw Jagiellonii, później został drugim trenerem pierwszego zespołu. Z Jagiellonią pracował przez krótki czas jako pierwszy trener. W sezonie 2000/2001 był szkoleniowcem Rudni Zabłudów.
Najwybitniejszy, jak do tej pory, bramkarz Jagiellonii. Był też wybrany najpopularniejszym sportowcem Białostocczyzny w 1988 roku.